# アドリアン・ダルマウ
アドリアン・ダルマウ・バケル（Adrián Dalmau Vaquer、1994年3月23日 - ）は、スペイン・パルマ・デ・マヨルカ出身のサッカー選手。エクストラクラサ・コロナ・キェルツェ所属。ポジションはフォワード。

## 経歴
2018年7月1日、自身初の海外挑戦となるヘラクレス・アルメロに3年契約で移籍した。このシーズン、33試合で19得点を挙げる活躍を見せ、最終節のSBVエクセルシオール戦ではプロ初となるハットトリックを達成した。
2019年7月9日、FCユトレヒトと3年契約を交わした。
2022年1月、2021-22シーズン終了までの契約でスパルタ・ロッテルダムに移籍した。

## タイトル
コロナ・キェルツェII
- IVリガ (シフィェンティクシシュ県): 2023-24[6][7]